# 盘龙江 (红河)

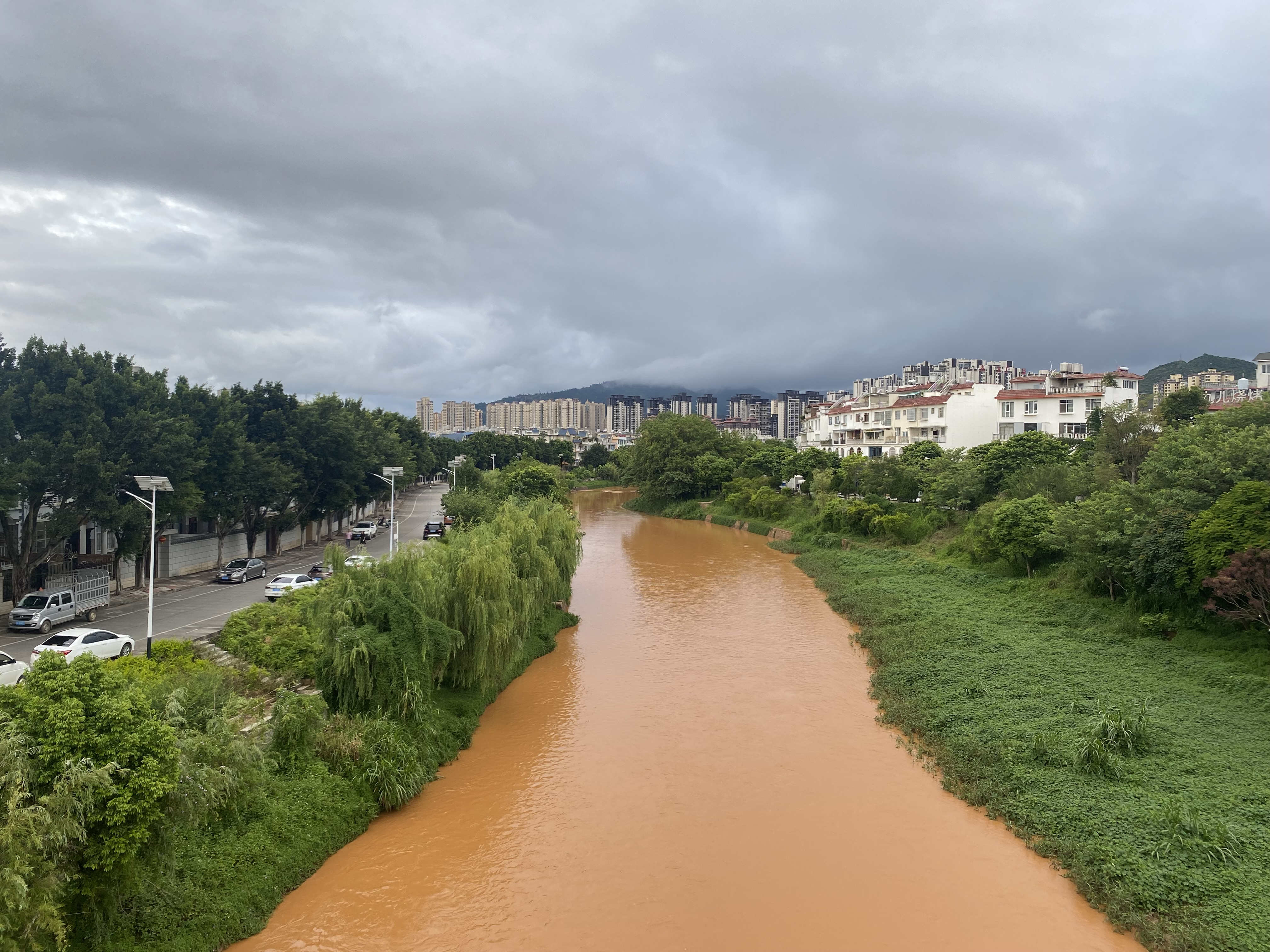
盘龙江文山城南段

盤龍江，是紅河支流瀘江上游中國境內河段名稱。盤龍江上游為稼依河，發源於雲南省硯山縣平遠鎮。該河自西北向東南流經文山市、西疇縣、馬關縣、麻栗坡縣，於麻栗坡縣天保鎮附近流入越南境內，改稱瀘江（明江），最終在富壽省越池市注入紅河。主要支流有稼依河、木底河、麻栗坡河、馬龍河等。中國境內幹流河長235公里，流域面積5,400平方公里。
干流水电梯级开发规划10级，最大的马鹿塘装机400MW。